# Microsoft To Do
Microsoft To Do (voorheen bekend als Microsoft To-Do) is een clouddienst van Microsoft waarmee taken kunnen worden beheerd. Dit programma is gratis te gebruiken op zowel smartphone als tablet en computer. De technologie die gebruikt wordt, is afkomstig van het team van Wunderlist, dat in mei 2020 werd overgenomen door Microsoft.
Microsoft To Do is te gebruiken als losse applicatie maar kan ook geïntegreerd worden met Microsoft Outlook (software) of met de Outlook via het web.

## Geschiedenis
Microsoft To Do werd gelanceerd in april 2017, waarbij slechts enkele functies beschikbaar waren. In de periode daarna kwamen er nieuwe functies bij, wat in juni 2018 uitmondde in de lancering van Microsoft To Do.
In september 2019 kreeg de app een grote update, waaronder een nieuwe gebruikersomgeving, waarmee het dichter bij het uiterlijk van Wunderlist kwam.